# 1992年アルベールビルオリンピックのスペイン選手団
1992年アルベールビルオリンピックのスペイン選手団（1992ねんアルベールビルオリンピックのスペインせんしゅだん）は、1992年2月8日から2月23日までフランスのサヴォワ県アルベールヴィルで開催された1992年アルベールビルオリンピックのスペイン選手団、およびその競技結果。

## 概要
今大会は銅メダル1個を獲得した。
アルペンスキー男子回転でブランカ・フェルナンデス・オチョアが銅メダルを獲得した。スペイン勢の冬季オリンピックメダルは1972年札幌オリンピック以来20年ぶり。

## メダル
| メダル | 選手名                             | 競技           | 種目     |
| ------ | ---------------------------------- | -------------- | -------- |
| 銅     | ブランカ・フェルナンデス・オチョア | アルペンスキー | 男子回転 |